# Leo Franciosi
Leo Marino Franciosi (San Marino, 28 agosto 1932) è un ex tiratore a volo sammarinese.

## Biografia
Nato a San Marino nel 1932, gareggiava nel trap (fossa olimpica).
A 27 anni ha partecipato ai Giochi olimpici di Roma 1960, la prima apparizione di San Marino ad un'Olimpiade, terminando 24º la gara di fossa olimpica con 176 punti.
Assente a Tokyo 1964, dove non erano presenti atleti di San Marino, ha preso parte ai Giochi di Città del Messico 1968, dove è stato anche portabandiera, il primo di sempre per San Marino, chiudendo 42º con 181 punti.
Dopo un'altra assenza a Monaco di Baviera 1972, a Montréal 1976 ha ottenuto il suo miglior risultato con un 21º posto, con il punteggio di 175 punti.
A 47 anni ha partecipato a Mosca 1980, 20 anni dopo la prima volta, diventando l'atleta sammarinese più anziano di sempre ad un'Olimpiade, terminando la gara 22º con 185 punti.